# Душан Адамовић (сликар)
Душан Адамовић (Сански Мост, 1893 — Ниш, 1975) је био српски сликар и ликовни педагог.

## Биографија
Душан Адамовић је рођен у Санском Мосту 28. 07.1893. године где је и завршио основну школу. након тога у Обртној школи у Загребу учи часовничарско златарски занат. Од 1911—1914. године похађа сликарски течај у Вишој школи за умјетнички обрт у Загребу. Након тога одлази у Праг у Специјалну школу за сликарство где студира сликарство у периоду од 1920 до 1923. године. У то време у Прагу су боравили следећи наши уметници: Миливоје Узелац (1897-1977), Вера Милић (1900-1943), Миленко Ђурић (1894-1945), Милан Коњовић (1898-1993), Коста Хакман (1899-1961), Иван Радовић (1894-1973) - неки од њих утемељивачи наше модерне. У Прагу је Душан Адамовић први пут групно излагао. По повратку у земљу ради као гимназијски наставник цртања у Скопљу од 1923. до 1941. године. Након ослобођења од 1945. године па до пензионисања 1960. ради у Зајечару као професор немачког језика и цртања.
Самостално је излагао у Зајечару 1945. и 1972. године а групно у: Костајници, Загребу, Београду, Скопљу, Суботици, Кутини и Смедереву 1973. и 1974. године. Ретроспективне изложбе су приређене 1976 и 2001. у Зајечарском Народном музеју где се чува највећи број његових дела.
Умро је у Нишу 17. 11.1975. године.